# 遁村洞站
遁村洞站（：／ Dunchondong yeok */?）是首都圈電鐵5號線馬川支線沿線的一座地下車站，位於韓國首爾特別市江東區城內洞。

## 車站結構
站體為2面2線側式月台的地下車站，候車月台設有月台幕門，並有4處出口。
本站與吉洞站間設有連結軌，供5號線列車迴車及8號線列車進入高德車輛基地檢修之用。

### 月台配置
| 江東 ↑         |
| \| 上          |
| ↓ 奧林匹克公園 |

| 月台 | 路線                     | 目的地                                   |
| ---- | ------------------------ | ---------------------------------------- |
| 上行 | ●首都圈電鐵5號線馬川支線 | 江東、新金湖、永登浦區廳、傍花方向       |
| 下行 | ●首都圈電鐵5號線馬川支線 | 奧林匹克公園、芳荑、梧琴、巨餘、馬川方向 |

## 歷史
- 1996年3月30日：落成啟用，當時車站編號為 554。

## 車站周邊
- 東北高校
- 遁村高校
- 遁村中學
- 城內中學
- 漢山中學
- 首爾漢山初等學校
- 首爾慰禮初等學校
- 遁村洞郵局
- 城內洞郵局
- 中央報勳醫院（朝鲜语：중앙보훈병원）

## 圖片

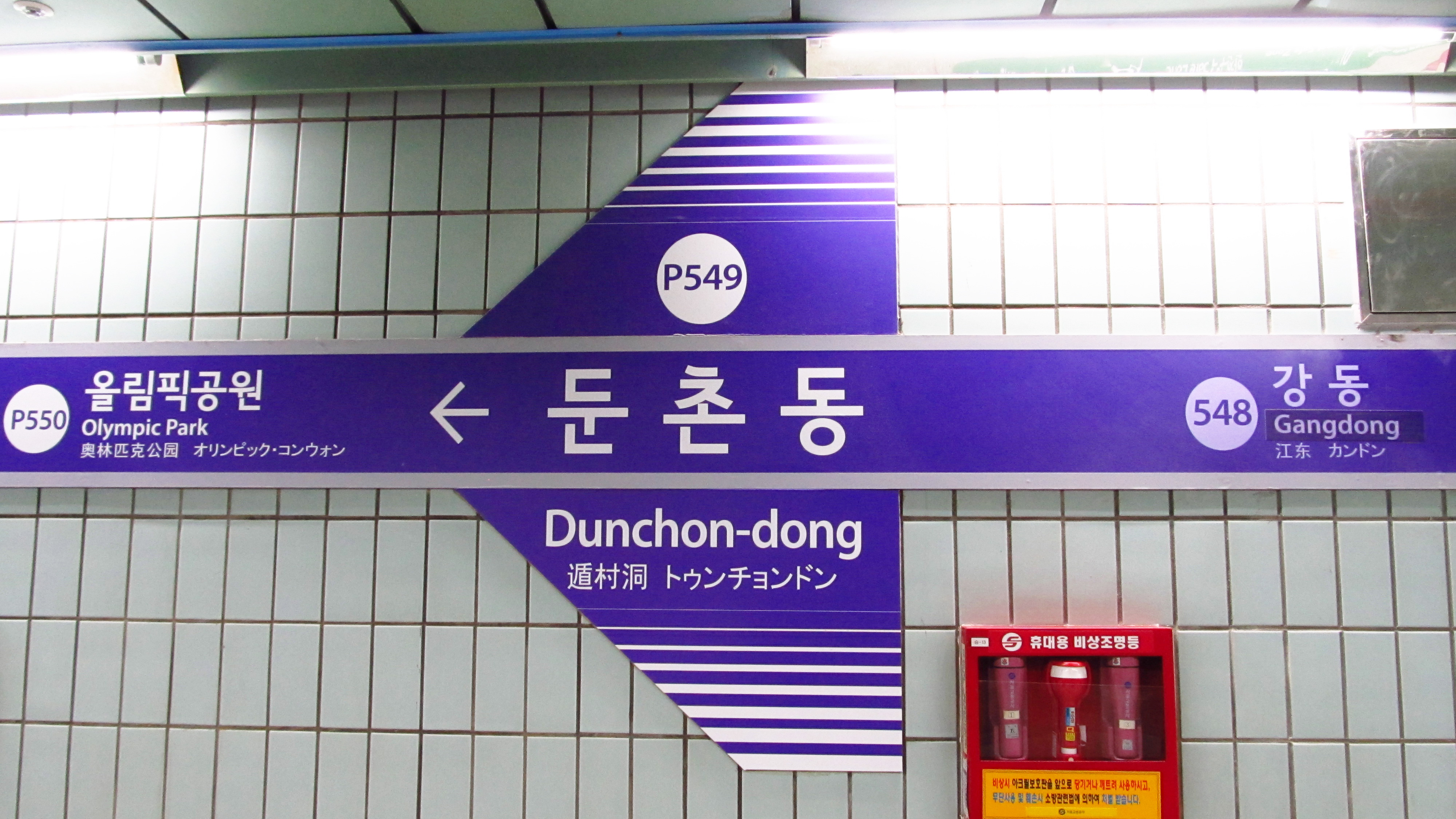
站名牌
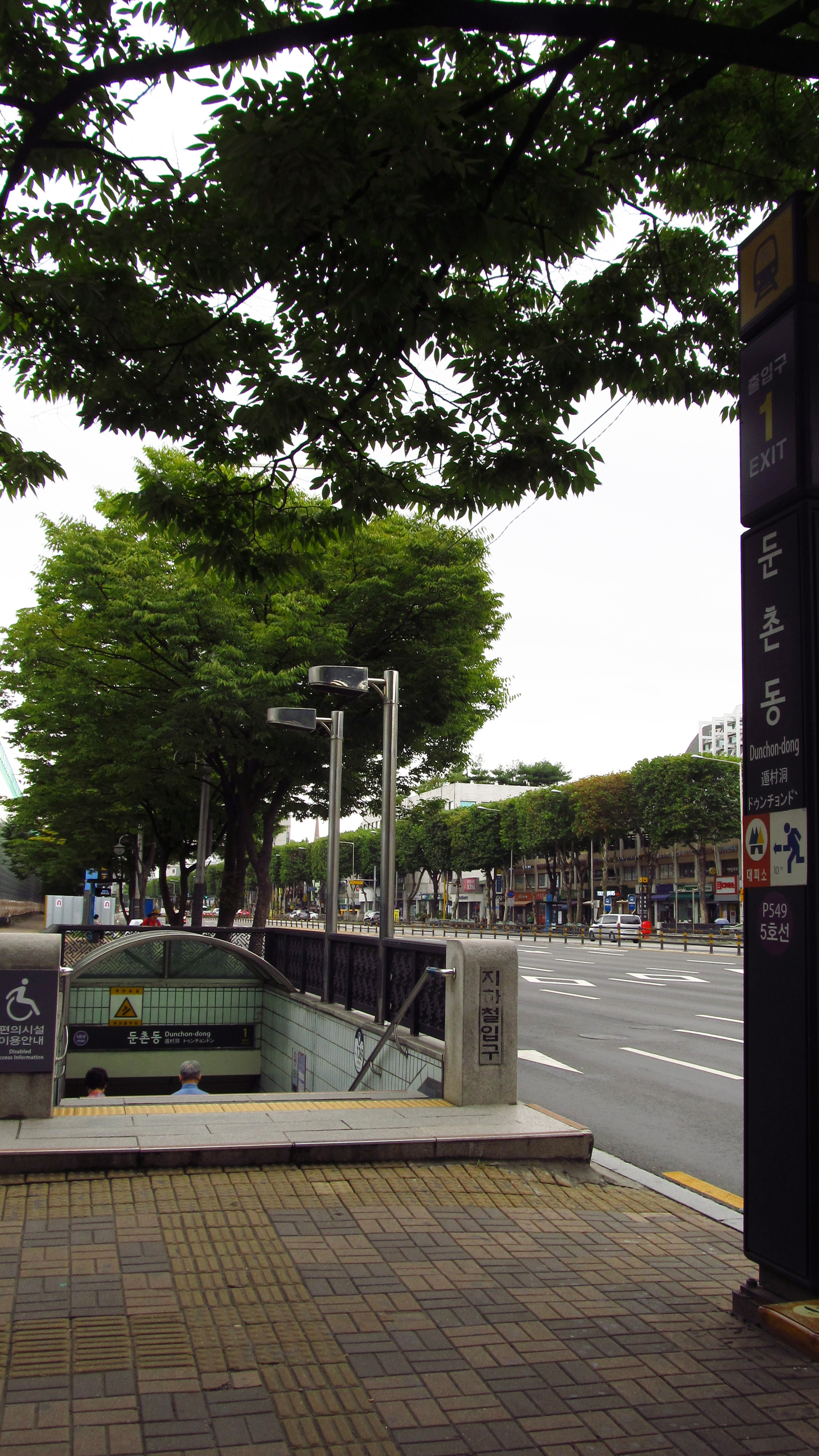
1號出口

## 相鄰車站
首爾交通公社
●首都圈電鐵5號線馬川支線
江東（548）－遁村洞（P549）－奧林匹克公園（P550）